# 刑事施設
刑事施設（けいじしせつ、英: Criminal facilities）は、日本において自由刑に処せられた者、死刑確定者、勾留された被疑者・被告人を収容する施設をいう。旧監獄法令下にあっては、行刑施設（ぎょうけいしせつ）、監獄（かんごく）と呼称されていた。

## 定義
刑事収容施設及び被収容者等の処遇に関する法律（平成17年法律第50号）（以下「刑事収容施設法」という。）が定める刑事施設は、以下の者を収容しこれらの者に対し必要な処遇を行う施設である（3条）。
- 懲役、禁錮又は拘留の刑の執行のため拘置される者
- 刑事訴訟法の規定により逮捕された者であって留置されるもの
- 刑事訴訟法の規定により勾留される者
- 死刑の言渡しを受けて拘置される者
- 法令の規定により刑事施設に収容すべきこととされる者及び収容することができることとされる者

なお、旧・監獄法においては、監獄は次の4種に分けられていた。
- 懲役監 - 懲役に処せられた者を拘禁する。
- 禁錮監 - 禁錮に処せられた者を拘禁する。
- 拘留場 - 拘留に処せられた者を拘禁する。
- 拘置監 - 刑事被告人、拘禁許可状、仮拘禁許可状、拘禁状または受入移送拘禁状により監獄に拘禁した者、引致状により監獄に留置した者および死刑の言渡しを受けた者を拘禁する。

さらに古く監獄則においては、監獄を次の6種に分けられていた。
- 1889年（明治22年）改正監獄則（明治22年勅令第93号）
  - 集治監 - 徒刑流刑及び懲役終身に処せられた者を拘禁する。
  - 仮留監 - 徒刑流刑に処せられたる者を集治監に発遣するまで拘禁する。
  - 地方監獄 - 拘留禁固禁獄懲役に処せられたる者及び婦女にして徒刑に処せられたる者を拘禁する。
  - 拘置監 - 刑事被告人を拘禁する。
  - 留置場 - 刑事被告人を一時留置する（警察署内の留置場においては罰金を禁固に換える者及び拘留に処せられたる者を拘禁することができた）。
  - 懲治場 - 不論罪（責任年齢未満）に係る幼者及び瘖唖者を懲治する（幼年監獄）。

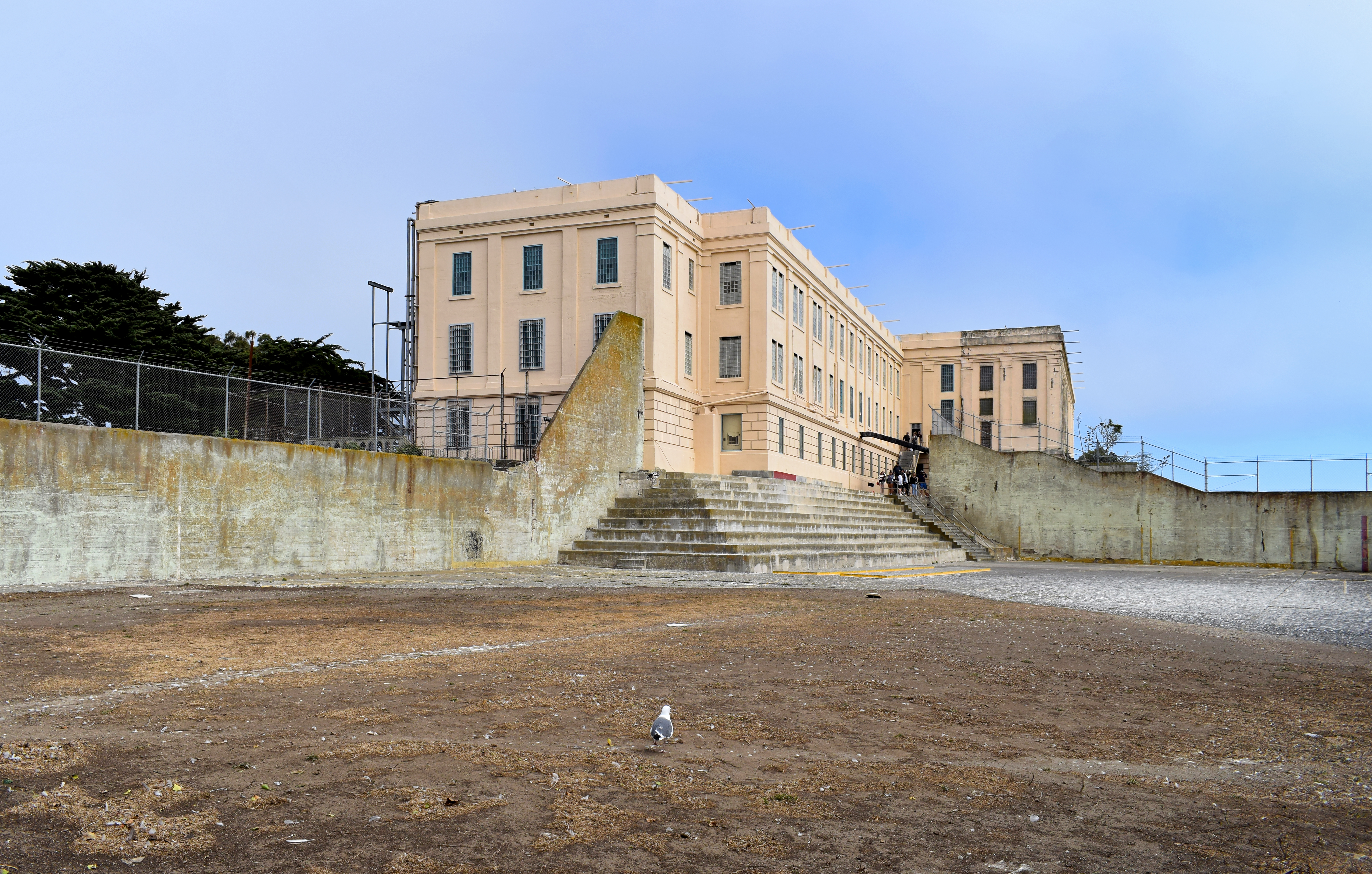
牢屋

## 沿革
従来、監獄の用語は刑事施設ニ於ケル刑事被告人ノ収容等ニ関スル法律（旧監獄法、明治41年法律第28号）によって規定されていたが、新たに制定された刑事収容施設法によって監獄の呼称が刑事施設に改められた。
長らく刑事施設（監獄）の運用は旧監獄法によって規定されていたが、刑事施設の管理運営と被収容者等の処遇に関する事項は、刑事収容施設法によって規定されることとなった。